# Daniel Clowes
Daniel Gillespie Clowes (Chicago, 14 de abril de 1961) es un historietista estadounidense. Además, ha realizado ilustraciones para gran número de revistas, como The New Yorker, Details, Esquire o Village Art, entre otras muchas; carteles para el cine (entre otros, el de la película de Todd Solondz Happiness); e incluso dibujos animados (el video "I Don't Wanna Grow Up" de Ramones). 

## Biografía
Estudió arte en el Instituto Pratt de Brooklyn, Nueva York. Al terminar sus estudios intentó infructuosamente conseguir trabajo como ilustrador en Nueva York. Entre 1985 y 1989 colaboró y realizó tanto textos como dibujos para la revista Cracked, donde desarrolló sobre todo una sección titulada "The Uggly Family". En 1985 debutó en el cómic publicando en Love and Rockets, la revista de los "Hernandez Bros." (Gilbert y Jaime Hernández), una historieta protagonizada por el personaje Lloyd Llewellyn. Posteriormente se publicó una serie de seis comic books en blanco y negro consagrados al personaje, así como un especial, The All-New Lloyd Llewellyn Special (1988). 
En 1989 apareció el primer número de un nuevo comic book realizado por Clowes, Eightball. Además de varias historietas cortas autoconclusivas, Clowes ha desarrollado en esta publicación varios relatos de mayor extensión: la surrealista y siniestra Como un guante de seda forjado en hierro (Like a Velvet Glove Cast in Iron, en los números 1-10); Ghost World (números 11-18), que fue llevada al cine por Terry Zwigoff; y David Boring (19-21). Todos estos títulos fueron posteriormente publicados como novelas gráficas. Clowes aprovechó para incursionar en el mundo del cine, adaptando sus propios guiones para la pantalla (es el caso de la película Ghost World, por la que recibió una nominación a los Óscar). También colaboró en los años 1990 con Coca-Cola al prestar sus dibujos para promocionar la fallida OK Soda, un refresco cuya población diana era la Generación X.
Las últimas entregas de Eightball son los números 22 ("Ice Haven", 2001) y 23 ("The Death-Ray", 2004), concebidos como narraciones independientes y publicados a todo color y en formato de gran tamaño. Para la primera de ellas, inventaba el término "comic-strip novel" para evitar el de novela gráfica, entonces en boga.
Finalmente, en 2010 Clowes realizó Wilson, su primera novela gráfica original, en torno a un tipo odioso y divorciado de mediana edad. El cómic se adaptó a la gran pantalla en 2017, en una producción dirigida por Craig Johnson y protagonizada por Woody Harrelson y Laura Dern.
Solo un año antes, Daniel Clowes había publicado la que hasta la fecha es la novela gráfica más reciente y extensa de su bibliografía: en Paciencia Clowes construye una epopeya a través del tiempo y del espacio que amalgama el thriller, el noir, el pulp y la ciencia ficción para alumbrar uno de sus trabajos más intensos y conmovedores.
En 2023, publica Monica su última novela gráfica hasta la fecha. Nueve narraciones interconectadas que cuentan la vida de Monica, posiblemente el personaje más complejo y personal de su carrera, que se entrelazan con historias de soldados en el infierno de Vietnam, una secta demoníaca de aristócratas y una radio que emite la voz de los muertos, entre otras. Una crónica fractal en la que se entretejen conspiraciones y escenarios del fin del mundo.

## Obras

### Comic books
- Lloyd Llewelyn #1-#6 y un especial. El último número se publicó en diciembre de 1988.
- Eightball #1-#23. El número 23 se publicó en junio de 2004.

Las historietas cortas de Lloyd Llewellyn y Eightball han sido publicadas en España por Ediciones La Cúpula en una serie de doce comic books aparecidos entre 1999 y 2005, con el título de Bola Ocho (ISBN 84-7833-336-3).

### Recopilaciones
- Like a Velvet Glove Cast in Iron (Eightball #1-#10) (traducción al español: Como un guante de seda forjado en hierro. La Cúpula, 1995-1996).
- Orgy Bound
- Lout Rampage
- Ghost World (Eightball #11-#18) (traducción al español: Ghost World. Mundo fantasmal. La Cúpula, 2000. ISBN 84-7833-378-9).
- Caricature. Recopilación de varias historietas cortas aparecidas en Eightball y otra publicada en Esquire (traducción al español: Caricatura. La Cúpula 2006).
- David Boring (Eightball #19-#21) (traducción al español: David Boring. La Cúpula, 2002. ISBN 84-7833-511-0).
- Twentieth Century Eightball. Recopilación de varias historias cortas publicadas en Eightball.
- Ice Haven. Edición corregida y ampliada de la historia aparecida en el número 22 de Eightball (traducción al español: Ice Haven. Reservoir Books-Mondadori, 2006).
- Lloyd Llewellyn 1. Recopilación de historias del personaje Lloyd Llewellyn aparecidas entre 1986 y 1988 (La Cúpula, 2006, ISBN 978-84-7833-745-8).
- Bola Ocho Integral. Recopilatorio en español de los 18 primeros números de Eightball. (Fulgencio Pimentel, 2024, ISBN 978-84-19737-37-3).

### Novelas gráficas originales
- Wilson. RESERVOIR BOOKS. 2022. ISBN 9788418897672. La revista Times la situó en el puesto número 6 en su lista anual: Mejores libros de ficción del año 2010 (año de edición original en inglés).
- Paciencia. Fulgencio Pimentel. 2019. ISBN 978-84-17617-19-6.
- Mónica. Fulgencio Pimentel. 2023. ISBN 978-84-19737-16-8.

## Premios y distinciones
Premios Óscar
| Año  | Categoría            | Película    | Resultado |
| ---- | -------------------- | ----------- | --------- |
| 2002 | Mejor guion adaptado | Ghost World | Nominado  |